# Manzarek-Krieger
Manzarek–Krieger (nebo také The Doors of the 21st Century, Riders on the Storm, Ray Manzarek and Robby Krieger of The Doors) byla americká rocková superskupina, kterou v roce 2002 založili dva dřívější členové skupiny The Doors, klávesista Ray Manzarek a kytarista Robby Krieger. Skupina byla rozpuštěna v roce 2013 po smrti Ray Manzareka.

## Členové
- Ray Manzarek – klávesy, zpěv (2002–2013)
- Robby Krieger – kytara, zpěv (2002–2013)
- Ty Dennis – bicí (2003–2013)
- Phil Chen – baskytara (2004–2013)
- Dave Brock – tamburína, zpěv (2010–2013)
- Stewart Copeland – bicí (2002–2003)
- Angelo Barbera – baskytara (2002–2004)
- Ian Astbury – zpěv (2002–2007)
- Brett Scallions – zpěv (2007–2010)